# Damüszosz
Damüszosz (Δάμυσος, latinosan Damysus) gigász a görög mitológiában, Gaia és Uranosz fia, aki Trákiában élt. Arról volt híres, hogy futásban nem talált legyőzőre.
Ptolemaiosz Khennosz szerint a csecsemő Akhilleuszt Thetisz tűzbe temette, hogy elnyerje a halhatatlanságot. Péleusz nem tudott erről, ezért kivette a gyermeket a tűzből, de addigra megégett a bokája. Kheirón ekkor kiásta Damüszosz holttestét és a bokacsontját átültette Akhilleuszba. Ettől lett Akhilleusz a legjobb görög futó és kapta a „gyorslábú” jelzőt.